# Демон летящий
«Демон летящий» — незаконченная картина русского художника Михаила Врубеля. Написана в 1899 году и является частью большой темы, волновавшей художника, возникшей после создания иллюстраций к поэме М. Ю. Лермонтова «Демон». Ранее, в 1890 году, Врубелем была написана картина «Демон сидящий», а позднее, в 1902 году, — шедевр художника: «Демон поверженный».

## История создания
Врубель вернулся к теме Демона через восемь лет после работы над иллюстрациями к поэме М. Ю. Лермонтова «Демон» (1891).
…И над вершинами Кавказа
Изгнанник рая пролетал:
Под ним Казбек, как грань алмаза,
Снегами вечными сиял…М. Ю. Лермонтов

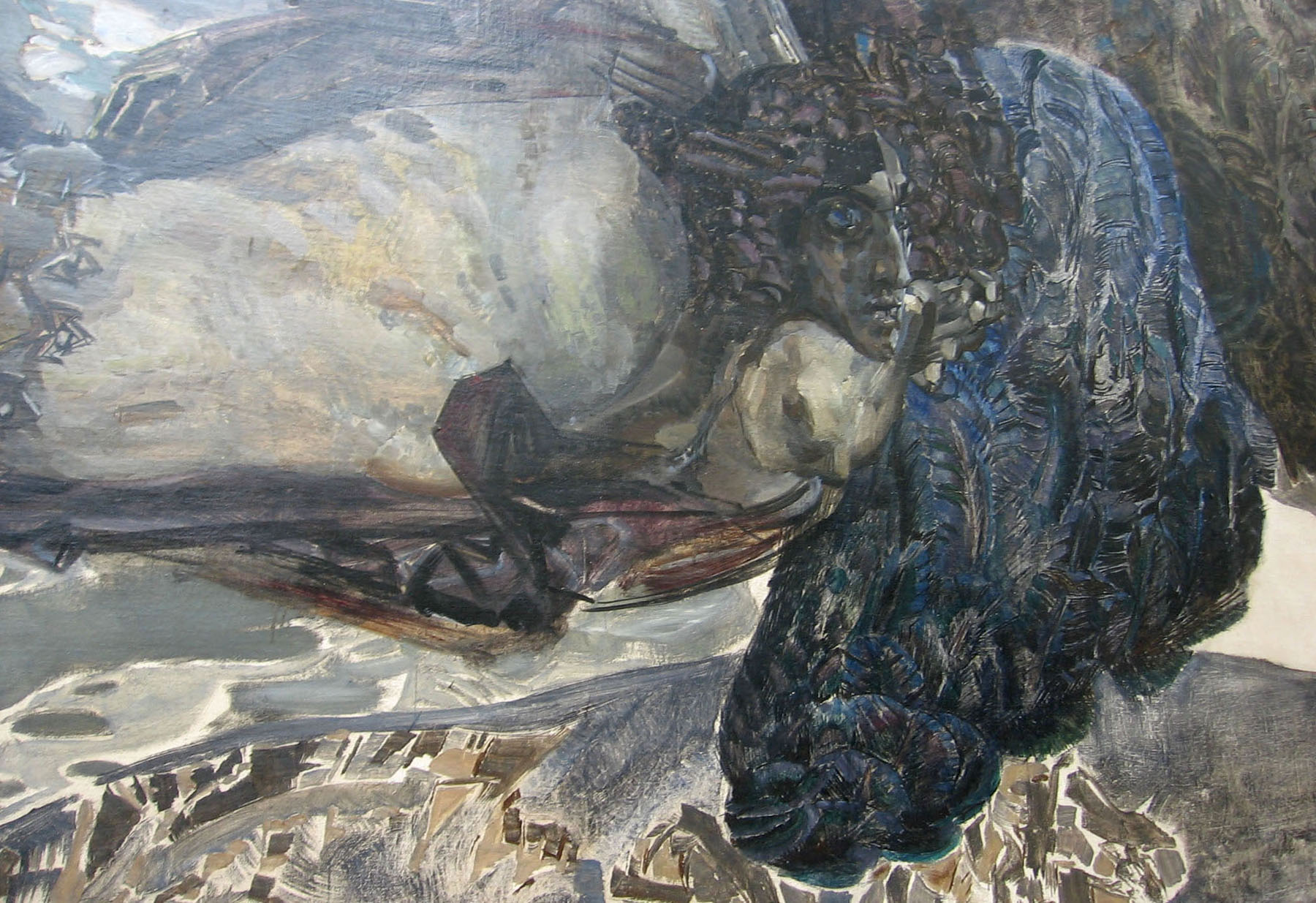
Деталь картины «Демон летящий». 1899

На картине изображён демон, пролетающий над горами Кавказа. На фоне картины хорошо просматриваются заснеженные вершины гор, бурная река (предположительно — Терек). Демон облачён в коричневую тунику, стянутую поясом. Картина выполнена в мрачных коричневатых тонах. Картина не завершена. Многие детали отсутствуют или прорисованы плохо, отчего замысел автора ясен не до конца.